# Хоффман, Филип Томас
Филип Т. Хоффман (англ. Philip T. (Thomas) Hoffman; род. 1947[…]) — американский историк экономики, именной профессор-эмерит Калтеха. Президент Ассоциации экономической истории (2013—2014, феллоу с 2019) и Ассоциации истории социальных наук (2019—2020). Лауреат John Addison Porter Prize (1980).
Окончил Гарвардский колледж (бакалавр A.B., 1969). Степень магистра искусств получил в Калифорнийском университете (1971), а доктора философии — в Йеле (1979). С 1980 лектор Калтеха, с 1981 инструктор, с 1982 ассистент-, с 1984 ассоциированный, с 1995 профессор, именной с 2003, эмерит с 2023. Являлся приглашенным профессором в Высшей школе социальных наук во Франции и Гонконгском университете науки и технологий (2013). Удостоился ряда отличий. Феллоу Клиометрического общества (2013). Исследования в основном сосредоточены на ранней современной Европе, особенно на французской экономической истории и финансовых рынках.
Автор многих статей, шести книг и редактор еще двух. Автор Why Did Europe Conquer the World? (Princeton University Press, 2015). «Великолепной» назовет ее Edward Rothstein в Wall Street Journal, «увлекательной» — G. John Ikenberry в Foreign Affairs, «впечатляющей» — Ян де Фрис в American Historical Review, «амбициозной» — Ephraim Nissan в Quaderni di Studi Indo-Mediterranei. К классике экономистории причислит ее Jari Eloranta, также Timothy Guinnane отнесет ее к наилучшему в экономической истории.
Его Growth in a Traditional Society: The French Countryside, 1450—1815 (Princeton University Press, 1996) удостоилась Gyorgy Ranki Prize и Allan Sharlin Prize (обеих — в 1997).
Также автор Church and Community in the Diocese of Lyon, 1500—1789 и Fiscal Crises, Liberty, and Representative Government, 1450—1789. Публиковался в Journal of Economic History, Explorations in Economic History, Economic History Review.